# 2025년 과학
다음 과학 관련 사건들이 2025년에 일어났거나 일어날 예정이다. 유엔은 2025년을 양자 과학 및 기술의 국제의 해로 선포했다.

## 사건

### 1월
- 1월 1일 – 파커 태양 탐사선이 태양의 코로나를 통과한 후, 상세한 원격 측정 데이터가 수신된다.[1]
- 1월 2일
  - 영국 옥스퍼드셔의 채석장에서 발견된 역대 최대 규모의 공룡 화석 보존 흔적이 보고되었는데, 이는 중기 쥐라기에 만들어진 200개의 거대한 발자국으로 구성되어 있다.[2]
  - 라이스 대학교의 생명공학자들이 인간 세포에서 맞춤형 감지 및 반응 회로를 구축하기 위한 새로운 "건축 키트"를 개발했다고 보고한다.[3][4]
- 1월 3일 – 연구자들이 새로운 종류의 항-말라리아 항체를 발견했다고 보고한다.[5][6]
- 1월 8일 – 과학자들이 인간 세포 내 단백질 위치에 대한 포괄적인 지도를 발표하여 세포가 감염 및 기타 변화하는 상황에 어떻게 반응하는지에 대한 잠재적인 새로운 통찰력을 제공한다.[7]
- 1월 9일 – 엘 카피탄 슈퍼컴퓨터가 미국 리버모어의 로렌스 리버모어 국립연구소에서 공식적으로 봉헌된다.[8]
- 1월 10일
  - 유럽 코페르니쿠스 기후변화 서비스는 2024년이 역대 세계에서 가장 더운 해였으며, 1.5°C의 지구 온난화라는 상징적인 한계를 넘은 첫 역년이었다고 보고한다.[9]
  - 스트래스클라이드 대학교가 몇 시간 만에 전통적인 장비 비용의 일부만으로 제작된 세계 최초의 완전 3D 프린팅 현미경을 공개한다.[10]
- 1월 13일 – 연구자들이 프랑스 파리 분지의 동굴에서 세계에서 가장 오래된 3차원 지도로 추정되는 지도를 발견했다고 보고하는데, 이는 13,000년 전으로 거슬러 올라간다.[11]
- 1월 15일
  - 유럽 우주국의 가이아 우주선은 11년간 우리 은하 지도를 작성하며 20억 개 별에 대해 3조 번의 관측을 수행한 후 임무를 종료한다.[12]
  - 콜로설 바이오사이언스와 멜버른 대학교는 태즈메이니아주머니늑대 탈멸종 프로젝트의 일환으로 유대류에서 세계 최초의 인공자궁을 만든다.[13]
- 1월 16일
  - 마이크로소프트 연구원들이 물질 설계를 위한 생성형 AI 도구인 매터젠(MatterGen)의 세부 사항을 발표한다.[14]
  - 노스웨스턴 대학교는 1제곱센티미터당 100조 개의 결합으로 구성된 최초의 2차원(2D) 기계적 상호 연결 물질을 시연하며, 제작자들은 이를 뛰어난 유연성과 강도를 가졌다고 설명한다.[15] 새로운 물질을 울템에 2.5%만 추가해도 울템의 인장 계수가 45% 증가한다.[16]
  - 하와이 마우나로아 관측소의 대기 모니터링 스테이션은 2024년 이산화탄소가 3.58ppm 증가하여 2023년에 세워진 이전 기록인 3.36ppm을 초과했다고 보고한다. 전 세계 대기 중 이산화탄소 농도는 이제 427ppm으로, 산업 혁명 이전 수준보다 50% 이상 높다.[17][18]

- 1월 21일

29 January: ESA begins monitoring the asteroid, which is rated 3 on the Torino scale.

  - 2024년 초 남부 그레이트배리어리프의 산호 백화가 군락의 80%에 영향을 미쳤으며, 아크로포라와 같은 일부 산호 속은 95%의 사망률을 보였다고 보고된다.[19]
  - 북극-보레알 지대 중 3분의 1 이상(34%)이 이제 탄소흡수원이 아니라 탄소 배출원으로 보고되었으며, 화재로 인한 배출량을 포함하면 이 수치는 40%로 증가한다.[20]
  - 외계 행성 WASP-127b는 시속 33,000km에 달하는 풍속을 가지고 있으며, 이는 지금까지 측정된 동종의 제트류 중 가장 빠른 것으로 밝혀졌다.[21]
- 1월 22일 – 도널드 트럼프 2기 행정부는 전 세계 생물의학 연구의 최대 후원자인 NIH의 과학 보조금, 통신, 채용 및 회의를 즉시 동결하며, 이는 474억 달러 규모의 활동에 영향을 미친다.[22]
- 1월 23일
  - 토론토 대학교에서 기계 학습과 3D 프린팅을 사용하여 탄소강의 강도를 가졌지만 스티로폼의 가벼움을 지닌 나노 구조 물질을 설계한다.[23]
  - ADHD를 가진 성인을 대상으로 한 연구에 따르면, 이 질환은 남성의 경우 4.5년에서 9년, 여성의 경우 6.5년에서 11년까지 기대수명을 단축시킬 수 있다.[24]
- 1월 24일 – 버밍엄 대학교의 연구에 따르면 전기차의 평균 수명은 18.4년으로, 디젤 차량의 평균 수명인 16.8년을 능가하며 가솔린 차량의 평균 수명인 18.7년과 거의 일치한다.[25][26]
- 1월 29일 – 유럽 우주국 (ESA)은 2024 YR4 소행성을 모니터링하기 시작했다고 발표하는데, 이 소행성은 당시 2032년 12월 22일 지구에 충돌할 확률이 77분의 1 (1.3%)이었다.[27]

### 2월
- 2월 3일 – 버클리와 케임브리지의 연구원들이 페로브스카이트 기반의 인공 잎에 구리 나노플라워 촉매를 부착하여 태양열 기반의 탄화수소 합성을 가능하게 한다. 이 장치는 이산화탄소 환원과 글리세롤 산화를 고부가가치 화학물질로 연결하여 에테인과 에틸렌을 높은 속도로 생산할 수 있다.[28][29]
- 2월 7일 – 연구자들이 소금 알갱이보다 작은 AI 칩을 개발하는데, 이 칩은 광섬유 끝에 장착되며 "회절 신경망"을 사용하여 빛의 속도로 매우 낮은 에너지로 이미지를 디코딩한다. 이 돌파구는 효율적인 의료 영상 및 양자 통신 기술의 발전을 약속한다.[30][31]
- 2월 10일
  - MOA-2011-BLG-262L 미세 중력 렌즈 현상이 현재까지 탐지된 가장 빠른 외계 행성계와 관련이 있는 것으로 확인되었으며, 이 행성계는 시속 541km(시속 120만 마일)로 이동하여 우리 은하의 탈출 속도에 근접한다.[32][33]
  - 2024 YR4의 충돌 확률이 1.3%에서 2.1%로 증가함에 따라 유럽 우주국은 제임스 웹 우주망원경의 고급 기능을 사용하여 소행성을 관측하여 크기와 궤적을 더 잘 결정할 것이라고 발표한다.[34]
- 2월 12일
  - 프랑스의 WEST 토카막이 1,337초 동안 플라즈마를 유지했다고 보고되는데, 이는 핵융합의 새로운 세계 기록이며, 전월 중국의 유사한 시도보다 25% 더 길다.[35][36]
  - 오리건 보건과학 대학교가 85%의 정확도로 초기 췌장암을 감지할 수 있는 새로운 혈액 검사를 개발한다.[37]
- 2월 13일 – 케임브리지 대학교의 과학자들이 공기에서 직접 이산화 탄소를 흡수하여 지속 가능한 연료로 변환하는 태양열 반응기를 만들었다고 보고한다.[38]
- 2월 15일 – 새로운 기록적인 최저 전 세계 해빙 면적이 보고되었으며, 이는 2023년 초에 발생한 이전 최저치를 밑도는 것이다.[39]
- 2월 18일
  - 2024 YR4의 충돌 확률이 NASA에 의해 2.1%에서 2.6%로[40] 그리고 같은 날 3.1%로 증가한다.[41]
  - 유럽 남방 천문대의 초대형 망원경을 통해 외계 행성 대기의 첫 3D 지도가 완성되었다. WASP-121b (탈로스라고도 알려짐)는 철과 티타늄 같은 원소를 운반하는 강력한 바람을 가지고 있으며, 대기 전반에 걸쳐 복잡한 기상 패턴을 형성하는 것으로 밝혀졌다.[42]
- 2월 19일 – 마이크로소프트는 새로운 위상학적 코어 아키텍처로 구동되는 양자 칩인 마요라나 1을 공개하는데, 이를 통해 의미 있는 산업 규모의 문제를 해결할 수 있는 양자 컴퓨터를 가능하게 할 것으로 기대한다. 마이크로소프트는 마요라나 1이 위상 양자 비트 기반 양자 컴퓨터를 만들기 위한 오랜 프로젝트의 진전을 나타낸다고 주장한다.[43][44]
- 2월 24일 – NASA는 2024 YR4 소행성이 2032년 이후 지구에 "중대한 위협"을 제기하지 않는다고 공식적으로 발표하는데, 충돌 확률이 59,000분의 1 (0.0017%)로 떨어졌기 때문이다. 이는 2028년 지구 근접 근접 비행 시 물체를 요격하고 궤도를 변경하기 위한 행성 방어 임무가 필요 없을 것이라는 의미이다.[45]
- 2월 27일
  - 오픈AI는 현재까지 가장 크고 진보된 AI 모델인 GPT-4.5의 연구 미리 보기를 발표한다.[46]
  - AWS와 칼텍의 연구원들이 "고양이 큐비트"를 사용하여 양자 컴퓨팅 오류를 최대 90%까지 줄여 오류 수정의 효율성과 확장성을 높이는 오셀롯 칩을 개발한다.[47][48]
- 2월 28일 – 오하이오 주립 대학교가 개발한 "e-Taste"라는 전자 장치가 맛의 인식을 재현할 수 있음이 입증되었으며, 이는 가상 현실 경험을 향상시킬 수 있다.[49][50]

### 3월

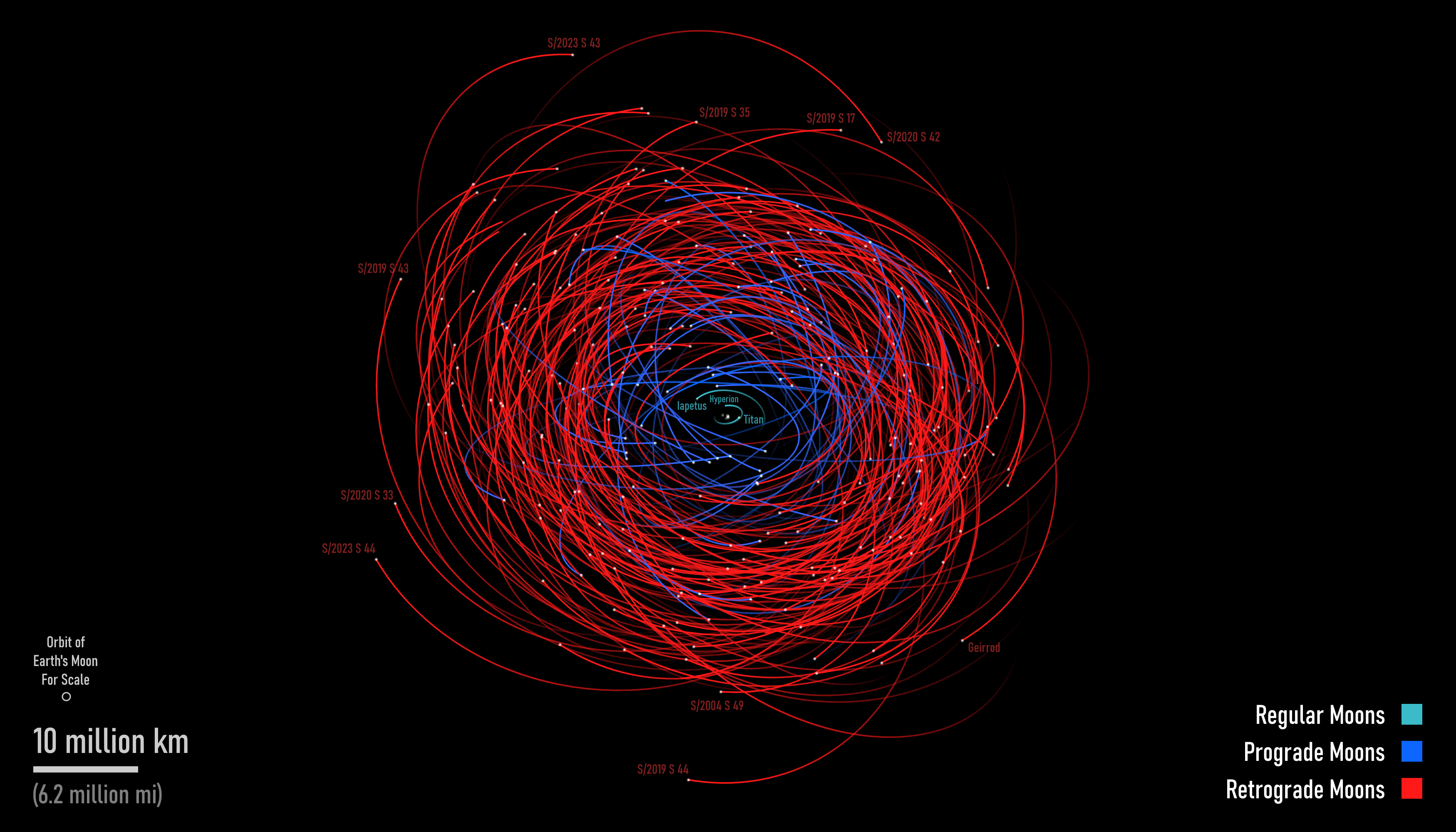
11 March: 128 new moons of Saturn are confirmed.

- 3월 2일 – 파이어플라이 에어로스페이스는 NASA의 상업용 달 페이로드 서비스 프로그램의 일환으로 블루 고스트 미션 1을 달에 성공적으로 착륙시켜 위난의 바다에 월석 및 태양풍과 지구 자기장 간의 상호 작용을 연구하기 위한 장비를 전달한다.[51]
- 3월 4일 – 탈멸종 회사인 콜로설 바이오사이언스는 추위에 적응하는 매머드와 같은 특성을 발현하고 게놈 편집 대상 검증 플랫폼을 제공하는 8개의 유전자가 변형된 "매머드 마우스"를 만들었다고 발표한다.[52][53]
- 3월 5일 – 이탈리아 연구원들이 처음으로 빛을 초고체로 전환했다고 보고한다.[54][55]
- 3월 6일 – 사이언스에 실린 연구에 따르면, 2000년에서 2020년 사이에 미국의 나비 개체수가 22% 감소했으며, 증가하는 종보다 감소하는 종이 13배 많아 미래의 생물 다양성 손실에 대한 우려를 제기한다.[56][57]
- 3월 10일 – PNAS 저널에 실린 연구에 따르면, 미세 플라스틱 오염이 식물과 조류의 광합성을 최대 12%까지 감소시켜, 연간 1억 1천만~3억 6천1백만 톤의 작물과 최대 2천4백만 톤의 해산물 손실을 초래할 것으로 추정된다. 플라스틱 폐기물을 줄이기 위한 조치가 없다면, 20년 이내에 4억 명이 추가로 기아 위험에 처할 수 있다.[58][59]
- 3월 11일
  - 캐나다 프랑스 하와이 망원경을 사용하는 천문학자들이 128개의 새로운 토성의 위성이 발견되었다고 보고하여, 이 거대 가스 행성의 확인된 위성 수가 총 274개가 된다.[60][61]
  - 지구에서 불과 5.96광년 떨어진 가장 가까운 단독성인 바너드별 주위에서 지구보다 작은 세 개의 새로운 암석 외계 행성이 탐지되었다. 이전에 관측에서 암시되었던 후보 행성인 바너드 b도 확인되어, 이 별 주위의 알려진 행성 수는 총 4개가 된다.[62][63]
- 3월 13일 – 저온전자현미경을 통해 미토콘드리아 막에 부착된 두 개의 PINK1 단백질의 첫 이미지가 얻어졌는데, 이는 파킨슨병 치료법 개발에 잠재적인 돌파구가 될 수 있다.[64][65]
- 3월 20일 – 지구에서 134억 광년 떨어진 가장 멀리 떨어진 은하인 JADES-GS-z14-0에서 산소가 발견되었다.[66]
- 3월 26일
  - 허블 우주망원경의 가시광선 이미지와 제임스 웹 우주망원경의 근적외선 이미지를 결합하여 해왕성에서 오로라가 처음으로 촬영되었는데, 해왕성은 보이저 2호가 방문한 이후부터 오로라가 있는 것으로 알려져 있었다.[67]
  - 란셋에 실린 연구에 따르면, 미국과 영국 등 주요 공여국이 제안한 해외 원조 삭감은 공중 보건 위협으로서의 HIV/AIDS 종식을 위한 수십 년간의 진전을 되돌릴 수 있으며, 2030년까지 잠재적으로 1,080만 건의 추가 신규 감염을 초래할 수 있다.[68][69]

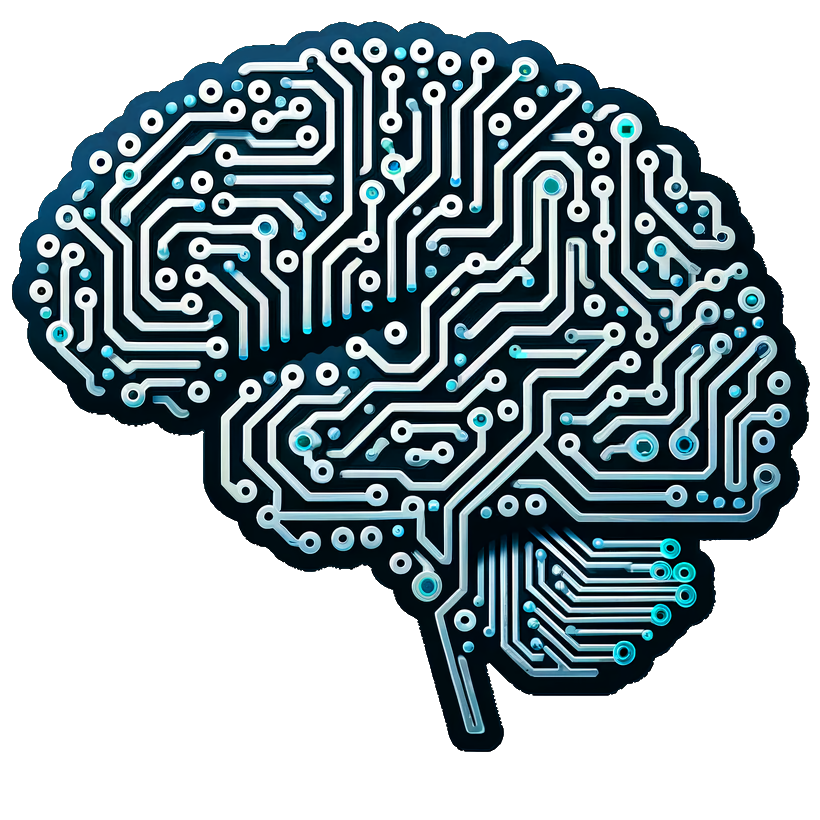
31 March: OpenAI's latest model GPT-4.5 is reported to be indistinguishable from a human in text conversations.

- 3월 28일 – 두 명의 고등학생이 발표한 연구에 따르면, 마랑고니 효과 없이도 상류 오염이 가능하다는 것이 증명되었다.[70]
- 3월 31일 – GPT-4.5가 튜링 테스트를 통과한 것으로 보고된다.[71]

### 4월
- 4월 1일 – 스페이스X 팰컨 9 로켓에 실린 프램2가 발사되어, 극 역행 궤도에 진입하는 최초의 유인 우주선이 된다.[72] 즉, 지구의 극지방 상공을 비행한다.[73]
- 4월 2일 – 노스웨스턴 대학교의 과학자들이 주사기 끝에 들어갈 수 있고 비침습적으로 몸에 주입될 수 있는 세계에서 가장 작은 심박 조율기를 시연한다. 길이 3.5밀리미터에 불과한 이 장치는 일시적인 사용을 위해 설계되었으며, 환자의 필요에 따라 정해진 기간 내에 생분해되도록 만들 수 있다.[74]
- 4월 7일 – 콜로설 바이오사이언스는 멸종된 다이어늑대의 특징을 재현한 유전자 변형 회색늑대인 로물루스, 레무스, 칼리시를 발표한다.[75]
- 4월 8일 – 맥스웰 랩스는 샌디아 국립 연구소 및 뉴멕시코 대학교와의 협력을 통해 컴퓨터 칩용 레이저 기반 광학 냉각 시스템을 발표하며, 프로세서 성능을 향상시키면서 데이터 센터 냉각 에너지 사용량을 최대 40%까지 줄이는 것을 목표로 한다.[76][77]
- 4월 14일 – 소행성체 센터 (MPC)는 해왕성 바깥 천체이자 네 번째로 알려진 세드나족인 2023 KQ14의 발견을 발표한다.[78]
- 4월 16일
  - 과학자들이 수직 튜브에서 플러그 흐름을 사용하여 떨어지는 빗물에서 전기를 생성하는 새로운 방법을 보고하며, 물 에너지의 10% 이상을 전기로 변환하고 12개의 LED를 밝힐 수 있는 충분한 전력을 생산한다.[79]
  - 오픈AI는 두 가지 새로운 AI 모델인 o3와 o4-mini의 출시를 발표한다.[80]

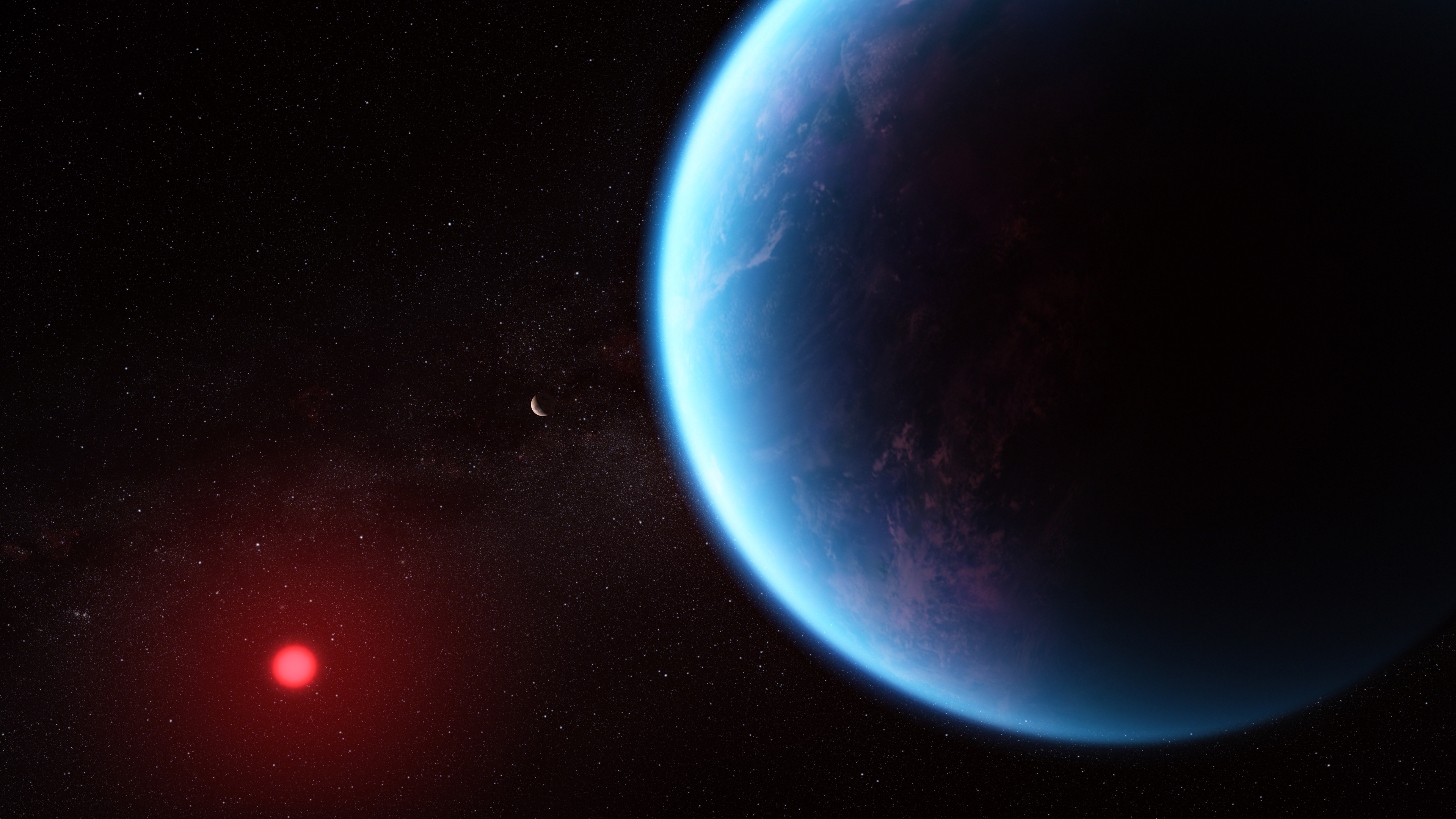
17 April: An artist's impression of K2-18b, which has a possible biosignature.

- 4월 17일 – 124광년 떨어진 바다 행성 후보인 K2-18b의 대기에서 다량의 다이메틸 설파이드와 다이메틸 다이설파이드가 발견되는데, 이 두 화합물은 지구에서 생명체에 의해서만 생성되는 것으로 알려져 있다. 이 발견은 추가 증명이 필요하지만, "태양계 너머의 생물학적 활동에 대한 현재까지 가장 강력한 증거"로 묘사된다.[81][82]
- 4월 18일 – UC 버클리 과학자들이 레이저를 사용하여 인간 망막을 자극하여 극도로 채도가 높은 청록색 상상색인 "올로"를 보게 한다.[83][84]
- 4월 20일 – NASA의 루시 우주선이 소행성대 도널드조핸슨 소행성의 이미지를 반환하며, 이 소행성이 접촉소천체이고 원래 추정했던 것보다 크다는 것을 밝혀낸다.[85]
- 4월 22일 – MIT의 천문학자들이 지구에서 142광년 떨어진 작은 암석 외계 행성인 BD+05 4868Ab를 발견했다고 보고하는데, 이 행성은 인근 모항성의 극심한 열로 인해 빠르게 붕괴하고 있다. 30.5시간마다 공전하는 이 행성은 최대 900만 킬로미터까지 뻗어 있는 증발된 광물의 혜성 같은 꼬리를 보여준다. 각 공전마다 에베레스트산에 해당하는 질량을 잃고 있으며, 100만~200만 년 이내에 완전히 증발할 수 있을 것으로 추정된다.[86]
- 4월 27일 – 천문학자들이 지구에서 약 300광년 떨어진 거대한 수소 분자 구름인 에오스 구름(Eos cloud)의 발견을 보고하는데, 이는 원자외선 방출 기술을 통해 밝혀졌다. 600만 년 이내에 증발할 것으로 예상되는 에오스는 지금까지 발견된 분자 구름 중 가장 크고 가까운 것 중 하나이다.[87]
- 4월 30일
  - ITER의 엔지니어들이 세계에서 가장 크고 강력한 펄스형 초전도 전자석 시스템 건설을 완료하여 지속적인 핵융합을 향한 주요 이정표를 세운다. 중앙 솔레노이드와 주변 자석은 섭씨 1억 5천만 도의 플라즈마를 가두어 ITER가 50메가와트의 입력으로 500메가와트의 핵융합 에너지를 생산할 수 있도록 한다.[88]
  - 소행성체 센터가 목성의 위성 두 개를 추가로 발표하여, 이 행성의 총 위성 수를 97개로 늘린다.[89]

### 5월
- 5월 8일

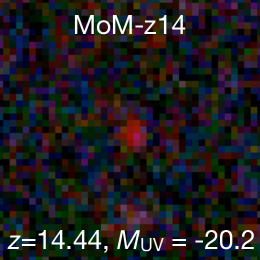
16 May: MoM-z14 becomes the most distant galaxy ever detected.

  - CERN의 ALICE 실험에서 납이 금으로 변환되는 것을 감지한다.[90]
  - 스웨덴 웁살라 대학교의 연구에 따르면 수면 부족이 심혈관 질환의 위험을 증가시킬 수 있다. 연구원들은 단 3일 밤의 수면 제한(약 4시간 수면)이 심장 질환 위험 증가와 관련된 혈액 변화를 유발한다는 것을 발견했다.[91]
- 5월 9일 – 지구 저궤도를 탈출하는 데 실패한 소련의 금성 무인 우주선 시도였던 코스모스 482가 53년 만에 지구로 다시 추락한다.[92]
- 5월 13일 – OCD와 관련된 유전자들이 처음으로 발견된다. 200만 명 이상을 대상으로 한 연구에서 이 질환과 관련된 250개의 유전자가 확인된다.[93]
- 5월 16일 – 제임스 웹 우주망원경을 사용하여 발견된 MoM-z14는 대폭발 후 2억 8천만 년 이내에 형성되었음을 나타내는 14.44의 적색편이로 인해 지금까지 탐지된 가장 먼 은하로 확인된다.[94]
- 5월 20일
  - BIPM을 설립한 미터협약 서명 150주년을 기념한다.[95]
  - 구글 딥마인드는 새로운 최첨단 비디오 생성 모델인 Veo 3를 발표한다.[96] 이 회사는 또한 플래그십 AI 모델인 Gemini 2.5 Pro의 성능을 향상시킨다.[97]
  - MIT는 생성형 AI의 에너지 발자국에 대한 상세 보고서를 발표한다. 일부 모델은 5초 분량의 비디오를 생성하는 데 전자레인지를 1시간 동안 작동시키는 것과 동일한 에너지가 필요하다고 나타난다.[98][99]
- 5월 21일
  - NHS 잉글랜드가 효능 30~40%의 세계 최초 임질 백신을 출시한다.[100]
  - The American Journal of Clinical Nutrition에 발표된 주요 임상 시험에 따르면, 비타민 D 보충제가 생물학적 노화를 줄이고 텔로미어를 보존하여 수명을 잠재적으로 3년 연장할 수 있다는 사실이 밝혀진다.[101]
  - 외태양계의 새로운 왜행성 후보인 2017 OF201의 발견이 보고된다.[102][103]

- 5월 22일

20 May: Google DeepMind sets a new benchmark for AI video generation with its Veo 3 model.

  - 호주의 머독 대학교의 검토 결과, 농경지 토양에는 현재 해양보다 약 23배 많은 미세 플라스틱이 포함되어 있는 것으로 밝혀진다.[104]
  - 중국의 연구팀이 사람들이 눈을 감은 상태에서도 어둠 속에서 볼 수 있게 해주는 적외선 콘택트 렌즈를 개발한다.[105][106]
- 5월 27일 – MIT의 엔지니어들이 나트륨 금속과 공기의 반응을 기반으로 한 새로운 연료 전지를 개발하는데, 이는 현재 전기차에 사용되는 최고의 리튬 이온 전지보다 파운드당 최대 3배 많은 에너지를 잠재적으로 가질 수 있다.[107]
- 5월 28일
  - 중국 국가항천국이 창정 3B 로켓에 실린 톈원 2호 소행성 표본 회수 및 혜성 탐사 임무를 성공적으로 발사한다. 이 임무는 근지구 소행성 469219 카모오알레와와 소행성대 혜성 311P/PANSTARRS를 탐사할 예정이다.[108]
  - 생쥐를 대상으로 한 실험에서 라파마이신과 트라메티닙의 조합이 수명을 약 30% 연장하며, 각 약물 단독으로 사용하는 것보다 더 효과적임이 밝혀진다.[109][110]
- 5월 29일 – 특별히 조제된 LNP X라고 알려진 나노입자를 사용하여 HIV를 숨기고 있는 백혈구에 mRNA를 처음으로 전달하는 것이 시연되었다. mRNA는 세포에게 숨겨진 바이러스를 드러내도록 지시한다.[111]

23 June: First image released from the Rubin Observatory, featuring the Trifid and Lagoon nebula.

### 6월
- 6월 11일 – 유럽 우주국의 솔라 오비터가 태양의 남극을 처음으로 공개한다.[112]
- 6월 17일 – 중국 과학자들이 솔리톤 마이크로콤과 마흐-젠더 간섭계 메시를 사용하여 100개의 동시 파장 기반 연산을 수행할 수 있는 병렬 광 컴퓨터 칩을 시연하며, 이는 확장 가능한 빛 기반 AI 하드웨어를 향한 주요 단계가 된다.[113][114]
- 6월 22일 – 그리니치 천문대가 창립 350주년을 기념한다.[115]
- 6월 23일 – 베라루빈 천문대가 첫 관측 이미지를 공개하는데, 여기에는 처녀자리 은하단, 삼렬 및 석호 성운, 그리고 약 2,000개의 소행성 발견이 포함된다.[116][117]
- 6월 25일 – 인간 세포 내부에 헤미퓨좀이라고 묘사되는 이전에 알려지지 않은 세포소기관이 존재한다는 사실이 발견된다.[118]

### 7월
- 7월 1일

1 July: 3I/ATLAS becomes the third known interstellar object to enter our Solar System.

  - 메탄샛(MethaneSAT)이 지난달 연락이 두절된 후 "복구 불가능할 가능성이 높다"는 보도가 나온다.[119][120]
  - 우리 태양계로 진입하는 세 번째로 확인된 성간 천체인 3I/ATLAS가 ATLAS에 의해 발견된다.[121]
- 7월 3일 – Frontiers in Plant Science에 실린 연구에 따르면, 기후 변화가 2050년까지 야생 바닐라 종과 그 수분 매개자 사이의 서식지 중첩을 방해하여 둘 다의 생존을 위협할 수 있다고 한다. 이러한 불일치는 전 세계 바닐라 공급을 위험에 빠뜨리고 미래 작물 복원력에 필요한 유전적 다양성을 제한할 수 있다.[122]
- 7월 6일 – 이진성 순찰 프로젝트(Eclipsing Binary Patrol project)는 TESS와 협력하여, 이전에 알려지지 않은 약 8,000개를 포함한 총 10,001개의 식쌍성 시스템의 탐지를 확인한다.[123]
- 7월 8일
  - 탈멸종 회사인 콜로설 바이오사이언스는 한때 키가 최대 3.6미터(12피트)에 달했던 거대한 날지 못하는 새인 모아를 부활시킬 계획을 발표한다.[124][125]
  - 에너지 및 청정 공기 연구 센터의 연구에 따르면, 중국의 탄소 배출량은 2025년 5월까지 지난 12개월 동안 감소했으며, 새로운 전력 생산 수요가 빠르게 증가했음에도 불구하고 기후 변화 해결에 잠재적인 이정표를 세웠다고 한다.[126]
- 7월 13일 – LIGO-Virgo-KAGRA 협력단은 중력파를 통해 관측된 역대 가장 거대한 블랙홀 합병을 감지했다고 발표하며, 225태양 질량 이상의 최종 객체를 생성했다. LIGO 과학 협력단의 마크 해넘 교수는 이 발견이 기존 블랙홀 형성 모델에 도전한다고 말한다.[127]
- 7월 14일 – 천문학자들이 2025년 4월에 발표된 세드나족 2023 KQ14 (비공식적으로 암모나이트로 불림)의 세부 정보를 발표한다.[128][129]
- 7월 17일 – 오픈AI는 "자체 컴퓨터를 사용하여 작업을 완료하는 요원 기술 도구 상자"인 챗GPT 요원(Agent)을 발표한다.[130]

## 예측 및 예정된 사건
- 9월 – NASA는 20개의 별과 39개의 외계 행성을 관측하는 것을 목표로 하는 판도라 미션을 발사할 예정이다.

### 날짜 미정
- NASA의 IMAP 탐사선은 라그랑주 점 1을 향해 발사되어 성간 먼지를 수집하고 우주 기후를 조사할 예정이다.[131]
- 베라루빈 천문대는 2025년 후반에 과학 작전을 시작할 것으로 예상된다.[132][133]

- 과학 관련 예산
  -  미국: 2025년 과학 관련 지출 계획에 대한 다양한 세부 사항이 계획된 연구 주제 또는 분야에 대한 일부 정보와 함께 설명되었다.[134][135]

## 같이 보기
- 분류:과학 행사
- 분류:과학 연표
- 신흥 기술 목록
- 과학 연도별 목록